# Salmo 5
Il salmo 5 costituisce il quinto capitolo del Libro dei salmi, nella traduzione della Bibbia CEI inizia con le parole: "Porgi l'orecchio, Signore, alle mie parole". In latino è noto con il titolo "Verba mea auribus percipe Domine".